# Storenosoma terraneum
Storenosoma terraneum là một loài nhện trong họ Amaurobiidae.
Loài này thuộc chi Storenosoma. Storenosoma terraneum được Hugh Davies miêu tả năm 1986.